# Sébastien Berlier
Sébastien Berlier, né le 8 mars 1976 à Saint-Étienne, est un triathlète professionnel français. Il est notamment sacré champion de France courte distance en 1999 et médaillé de bronze des championnats du monde longue distance en 2007.

## Biographie

### Jeunesse
Très jeune, Sébastien Berlier se met au triathlon. Lors des championnats du monde de triathlon 1995 à Cancún, il se distingue en terminant à la septième place de la course des Juniors. Il est également sacré champion de France chez les juniors. L'année suivante, il est sacré vice-champion d'Europe junior. Lors des Mondiaux de 1996, il est sacré Champion du monde chez les juniors,. Il devient le premier Français à être sacré champion du monde courte dans cette catégorie. Il conserve également son titre de champion de France junior.

### Carrière professionnelle
Sébastien Berlier passe professionnel en 1997 et participe à ses premiers triathlons chez les seniors, finissant dans les cinq premiers à Ishigaki et à Monte-Carlo. Vice-champion de France en 1998, Sébastien Berlier est sacré champion de France courte distance en 1999, à l'âge de 23 ans. Dans cette période, il fait ses débuts en longue distance et se fait remarquer sur plusieurs courses.
En parallèle de ses activités en triathlon, Berlier est également policier, et bénéficie d'un statut d'athlète de haut niveau détaché ; en 2000, à Abou Dabi, il est sacré champion du monde Police, devant son compatriote Olivier Marceau.
Jusqu'en 2005, il participe à plusieurs manches de Coupe du monde, sans toutefois confirmer ses performances de ses années précédentes, à cause, en partie, à un accident de moto, une pubalgie et ses fonctions de policier,. En 2006, il retrouve quelques couleurs en étant sacré champion d'Europe de la Police. Lors des championnats du monde de triathlon longue distance 2006 à Canberra, il se montre aux avants-postes durant toute la course avant d'abandonner, les pieds ensanglantés. L'année suivante, il parvient à être sélectionné pour les Mondiaux de longue distance 2007 qui se disputent à Lorient, près de son club des Sables-d'Olonne. Lors de la compétition, il parvient à gérer sa course pour obtenir la médaille de bronze, complétant le triplé français composé de Julien Loy, de Xavier Le Floch et de lui-même. Annoncé comme l'un des favoris pour le championnat de France 2007, il ne finit même pas sur le podium finalement.
Toujours présent en courte distance, où il s'impose sur quelques courses, il reste néanmoins plus présent sur longue distance : il termine quatrième des championnats du monde longue distance 2008, ne conservant pas sa médaille de bronze, obtenue l'an passé et ne complétant pas le doublé français réalisé par Julien Loy et François Chabaud. En 2009, Sébastien Berlier est sacré vice-champion de France longue distance, derrière Sylvain Sudrie.

### Retraite et reconversion
Après sa retraite sportive en 2009, il se concentre sur son rôle de fonctionnaire de police, mais reste actif dans le monde du triathlon, en devenant l'entraîneur de son équipe Made In Tri, regroupant plusieurs triathlètes français.

## Palmarès
Le tableau présente les résultats les plus significatifs (podium) obtenus sur le circuit national et international de triathlon depuis 1998.
| Année | Compétition                                      | Pays      | Position | Temps           |
| ----- | ------------------------------------------------ | --------- | -------- | --------------- |
| 2009  | Championnat de France longue distance            | France    |          | 5 h 50 min 27 s |
| 2008  | Championnat du monde longue distance par équipes | Pays-Bas  |          |                 |
| 2007  | Championnat du monde longue distance             | France    |          | 3 h 36 min 41 s |
| 2007  | Championnat du monde longue distance par équipes | France    |          |                 |
| 2003  | Coupe d'Asie - l'étape de Singapour              | Singapour |          | 2 h 33 min 11 s |
| 1999  | Championnat de France                            | France    |          | Timing          |
| 1998  | Championnat de France                            | France    |          | Timing          |